# Lestovka

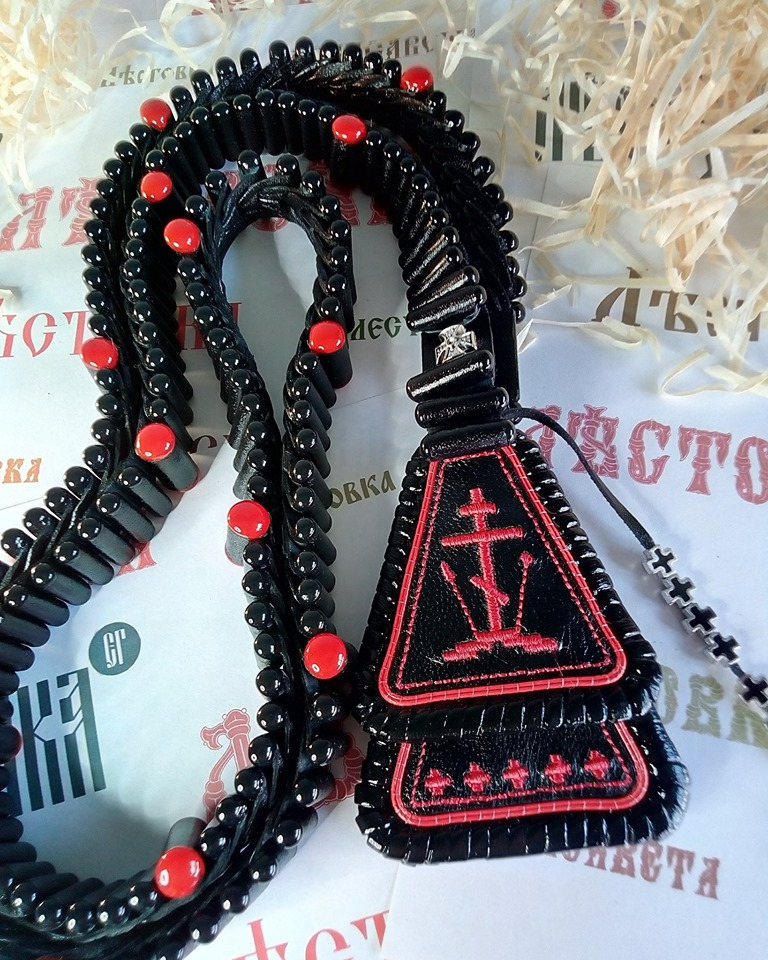
Svart lestovka med 150 steg.

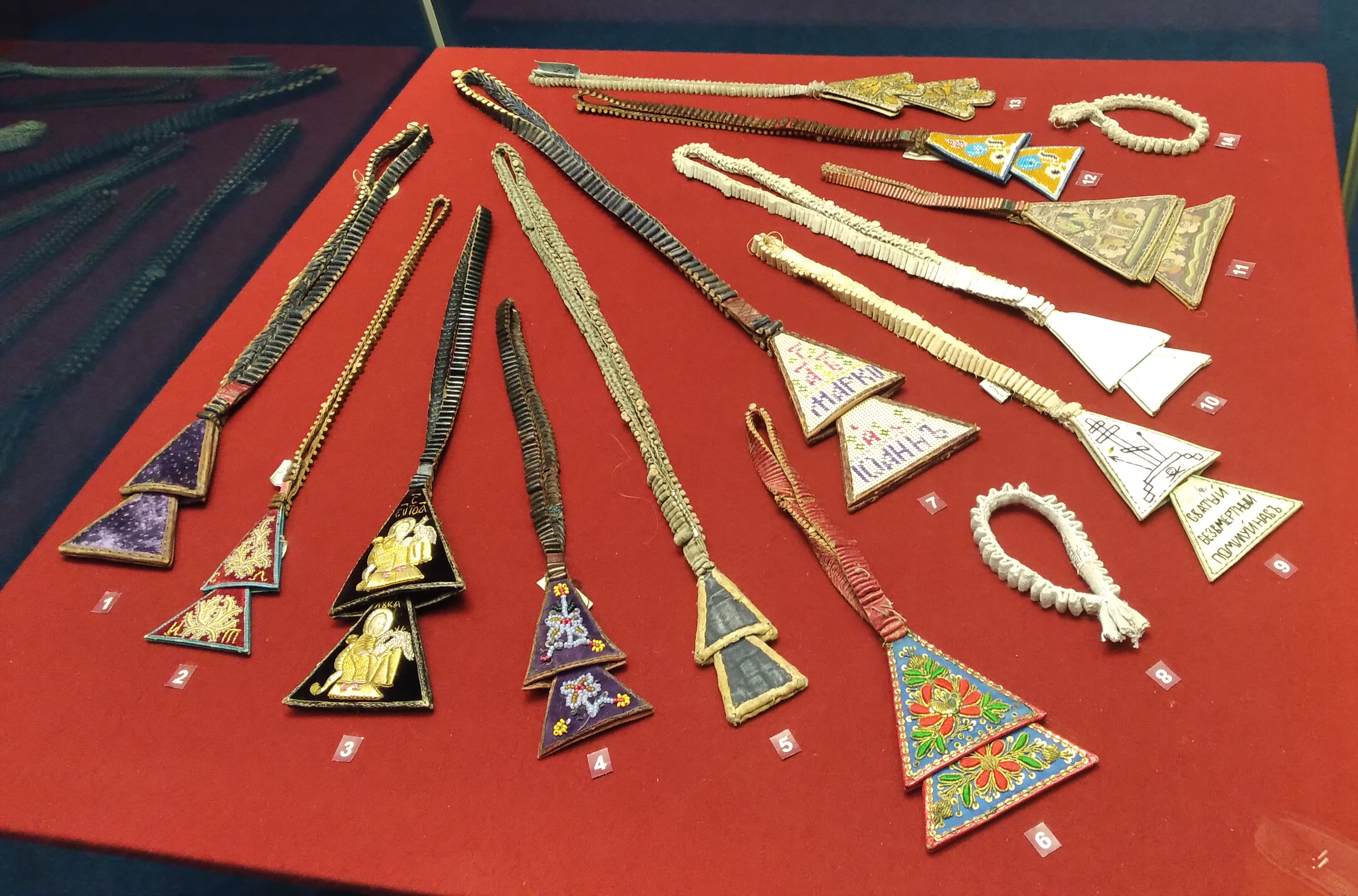
Levstokor från 1800 och 1900-talet.

En Lestovka (ryska: Лестовка) är en form av bönerep som används av de gammaltroende.
Liksom med andra bönerep brukar man läsa upp en bön flera gånger. Den bönen som förekommer mest är Jesusbönen.

## Historik
Lestovka användes i Ryssland före det grekisk-ortodoxa bönerepets ankomst under 1700-talet (se raskol).

## Repet

### ''Steg''
Istället för knutar kallas Lestovkans ''knutar'' för ''steg''. Vanligtvis brukar en Lestovka ha ungefär 100 - 109 steg, men det finns också med 150, men som dock sällan används av gammaltroende. Den som har 100 steg kallas för ''bobochki''.
Även stegen på en Lestovka har symbolik:
- 12: Kristendomens tolv apostlar
- 17: de 17 profeterna som profeterade för Kristus
- 33: de åren då Jesus Kristus vandrade på jorden.
- 39: de 39 veckor då Jungfru Maria (Guds moder) bar Jesus i sitt sköte

### Färger
Traditionellt sett brukar en Lestovka har färgerna svart (som symboliserar kloster och lekmän), blå (Guds moder, det vill säga Jungfru Maria), röd (påsk), vit (bröllop) och grön (Treenigheten).

### Material
En Lestovka är vanligtvis gjord av läder, men den kan också vara gjord av tyg eller pärlor.

## Bön
Det traditionella (men inte obligatoriska) sättet att be med en Lestovka lyder ungefär så här:
- Första tre och sista tre stegen: ''Halleluja Halleluja ära till dig o Gud.'' (3 gånger)
- Det tomma utrymmet efter de tre första och sista tre stegen: ''Herre förbarma dig.'' (bugning)
- Resten av de mindre stegen: ''Herre Jesus Kristus, Guds son, förbarma dig över mig, en syndare ''

- De större stegen: ''Kom ihåg mig; O Herre; när du kommer in i ditt rike.''
- När man har sagt alla böner: ''Gud var nådig mot mig en syndare'' (bugning). Du har skapat mig, Herre, förbarma dig över mig (bugning).''

När man har bett med en Lestovka brukar man också till sist be Jesusbönen tre gånger och säga "Ära vare Fadern och Sonen och den Helige Ande, nu och alltid och i evigheternas evigheter. Amen."

## Bilder

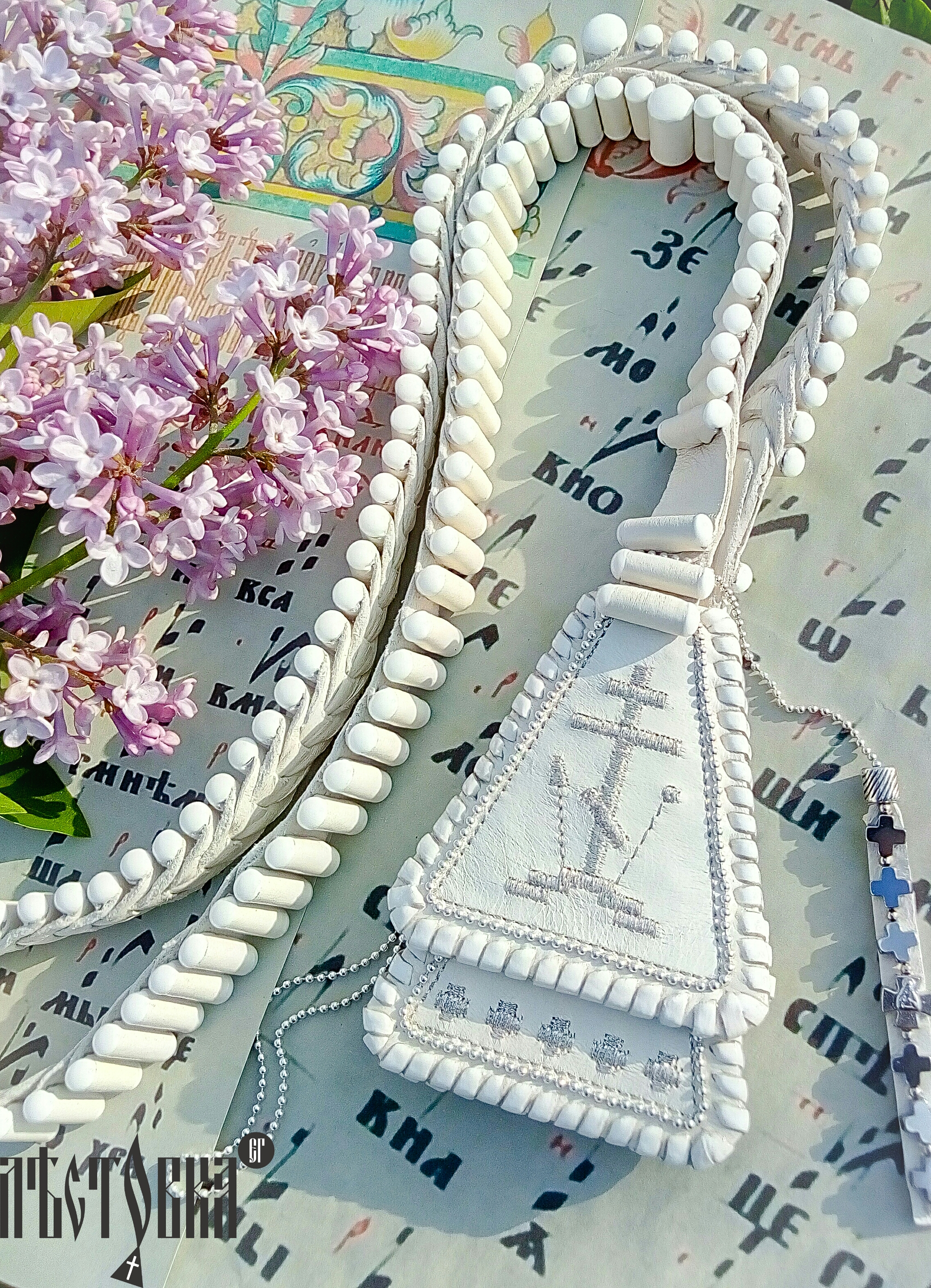
Vit Levstoka.
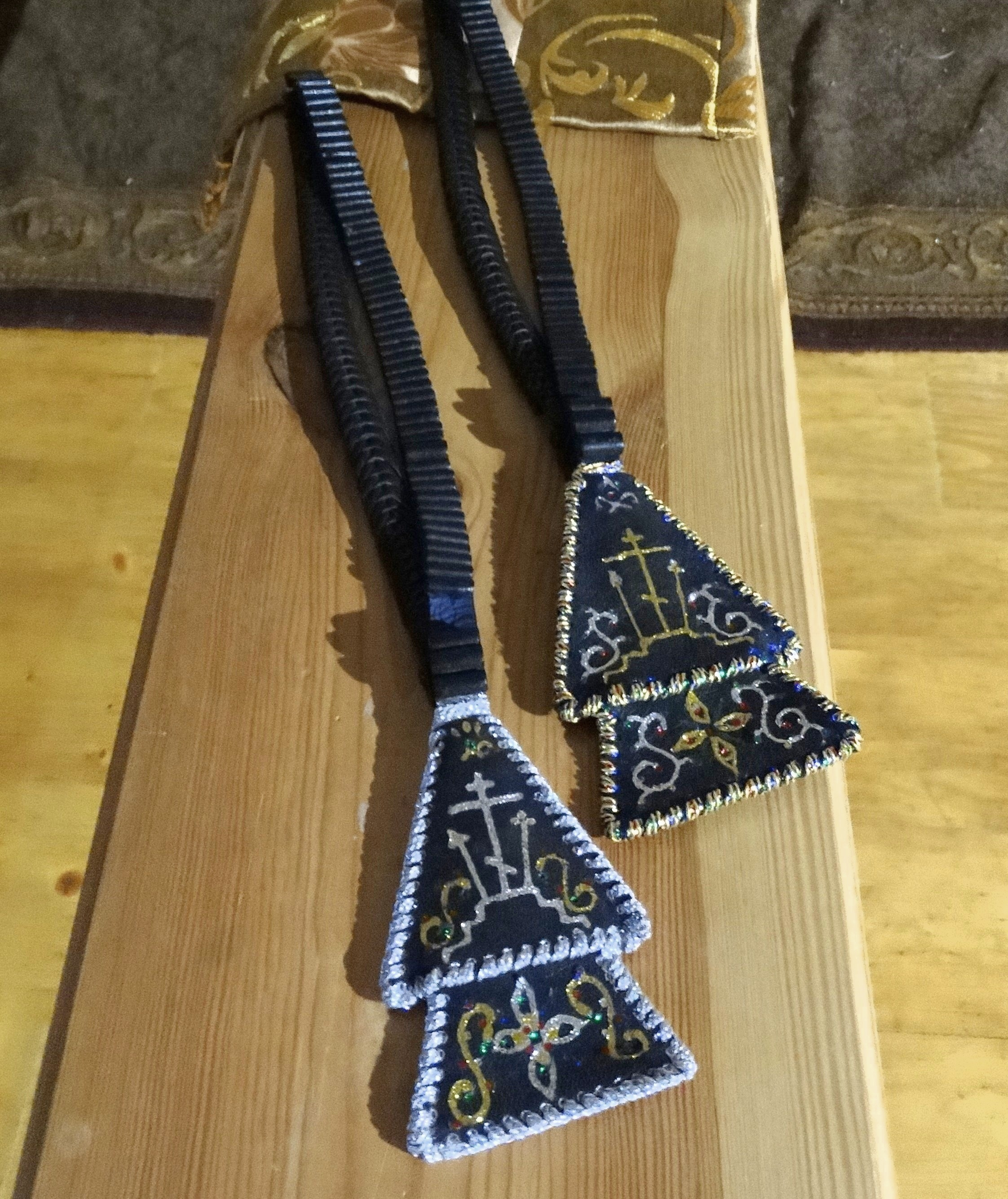